# 캐시미어 캣
캐시미어 캣(Cashmere Cat, 1987년 11월 29일 ~ )은 노르웨이의 DJ, 음악 프로듀서이다.

## 음반
- 9 (2017)
- Princess Catgirl (2019)